# Mediocracia
Mediocracia puede definirse como el poder ejercido por los medios de comunicación por medio de la propaganda política en la orientación y direccionamiento de la intención del voto ciudadano para la elección de un determinado partido político. Los agentes de la mediocracia vendrían a ser los periodistas cuyas actividades ejercen en cualquier medio de comunicación de masas. Por esta razón el periodismo en algunos países recibe la mención de cuarto poder del Estado.
Por otra parte, hay una referencia a la mediocracia en el libro Izquierda y Derecha de Norberto Bobbio, siendo entendida esta como sinónimo de democracia al exponer el radicalismo o extremismo de aquellos actores del poder político que se ubican en cualquiera de las orillas de la díada "izquierda-derecha". Bobbio explica que la mediocracia podría definirse como el dominio de los mediocres.